# Necydalis esakii
Necydalis esakii är en skalbaggsart som beskrevs av Miwa och Mitono 1937. Necydalis esakii ingår i släktet stekelbockar, och familjen långhorningar.
Artens utbredningsområde är Taiwan. Inga underarter finns listade i Catalogue of Life.